# Hugo Monteiro
Hugo Rogério Ferreira Monteiro (Porto, 9 de Maio de 1985) é um futebolista português, que joga habitualmente a avançado.
Jogou algumas épocas no Boavista Futebol Clube, mas saiu no ano em que o clube foi despromovido para a Liga de Honra. Assinou pelo Gil Vicente Futebol Clube, clube que ia também disputar a Liga Vitalis 2008/2009, por uma época.